# Телевидение в США
Телевидение является одним из самых популярных средств массовой информации в США.
99 % американских домохозяйств имеют по крайней мере один телевизионный приёмник, а большинство имеют более чем один. В целом, телевидение в США является самым синдикационным в мире.

## Телеканалы и телесети
Существует шесть основных типов телевещания в США: эфирное, FTA, кабельное, спутниковое, DTH и IPTV.
Просмотр эфирных телеканалов не требует оплаты. Все остальные типы вещания работают по подписке (как правило, ежемесячной). Подписка оформляется на пакеты, отличающиеся друг от друга количеством включенных каналов и их тематикой.
По состоянию на данный момент, в США насчитывается свыше 117 телеканалов. Среди бесплатных каналов есть как на английском, так и на испанском языке. Платные каналы подразделяются на пять категорий (новостные/документальные/спортивные/развлекательные/детские).

### Пять крупнейших телесетей
Крупнейшими эфирными сетями являются ABC, NBC, CBS, Fox и CW. Первые три начали свою историю в качестве радиосетей: NBC и CBS в середине 1920-х годов, и ABC стал спин-оффом NBC в 1943 году. Fox была запущена в 1986 году, а CW образовалась в 2006 году в результате слияния UPN с The WB.
График программирования на ABC, CBS и NBC схож, в отличие от Fox, которые не вещают вне прайм-тайма. С утра на трёх каналах выходят утренние шоу, выпуски местных новостей, новости кино и музыки, интервью и погода. Дневное программирование состоит из мыльных опер, ток-шоу или игровых шоу, а также выпусков местных новостей в полдень. В более позднее время, вплоть до выпусков новостей в 18:30—19:00 по восточному времени в эфир выходят различные синдикационные шоу, наподобие «Шоу Опры Уинфри». В 19:00 местные выпуски новостей и синдикационные программы вводят зрителя в прайм-тайм, самое популярное время у зрителей.
Как правило, прайм-тайм начинается с семейных ситкомов в 20:00, однако в последние годы их место нередко стали занимать всевозможные реалити-шоу, такие как «Танцы со звёздами». В более позднем прайм-тайме выходят драматические сериалы, такие как «Анатомия страсти», «Закон и порядок: Специальный корпус», «C.S.I.: Место преступления» и т. д.
В 23:00 на смену прайм-тайму приходят ночные шоу, такие как «Позднее шоу с Дэвидом Леттерманом» и «The Tonight Show».
Теле- и радиостанции вышеназванных крупнейших сетей имеют трёх- или четырёхбуквенные позывные (аббревиатуры). У западных штатов они начинаются на букву K, а у восточных — на букву W. Граница зон «W» и «K» проходит по реке Миссисипи.

## Кабельное и спутниковое телевидение
Хотя первые кабельные каналы появились ещё в середине 1940-х годов, пик их популярности пришелся на 70-е годы XX века, когда почти в каждом домохозяйстве был доступ к кабельному телевидению. Соединённые Штаты Америки являются пионером кабельного (1949); многие специализированные (тематические) каналы телевидения начинали своё вещание впервые в мире именно там ещё в 1951 году. Эпоха аналогового телевидения в США длилась с 1949 по 2009 годы. Затем началось внедрение цифрового телевещания и появление специальных цифровых ресиверов.
В отличие от эфирных каналов, контент кабельных был направлен на узкую аудиторию. Среди них таковыми являются: Freeform, USA Network (развлекательный канал), ESPN и Fox Sports (спорт), MTV, MTV2, CMT (музыка), CNN, HLN, Fox News и MSNBC (новости), Syfy (научная фантастика), Disney Channel (семейный), Nickelodeon и Cartoon Network (детские), Discovery Channel и Animal Planet (документальные), 3ABN (религия), C-SPAN (трансляция заседаний Конгресса), CNBC (бизнес-информация), Bloomberg TV (макроэкономические исследования), Cinemax (кино), TBS (комедии), TNT (драма) и Lifetime (женский). Из прочих каналов можно отметить GSN (телеигры и викторины), OWN (Oprah Winfrey Network), ESPN (спорт), The Weather Channel (погода). Общественными вещателями являются PBS, APT, CAS и NASA TV.

## Потоковые мультимедиа
С конца 1980-х годов предпринимались различные попытки отображения мультимедийной информации на компьютере. Усовершенствование компьютерных сетей в 1990-е годы позволило сделать потоковую мультимедийную информацию доступной широкому кругу простых пользователей.
Мультимедиа потоки бывают двух видов: по запросу или живыми. Потоки информации, вызываемой по запросу пользователя, хранятся на серверах продолжительный период времени. Живые потоки доступны короткий период времени, например, при передаче видео со спортивных соревнований.
В 2007 году калифорнийская компания Netflix включила в свой бизнес международный сервис потокового вещания, доступный в 190 странах мира. С 2013 года компания производит собственные фильмы, сериалы и телепрограммы, которые представлены в библиотеке Netflix.

## Бизнес на телевидении
Большинство доходов эфирным сетям приносит реклама. По данным исследований 2001 года, каждый час эфирного времени содержит от 16 до 21 минуты рекламы. Большинство кабельных сетей также получает доходы от рекламы (помимо платы за подписку). Каналы премиум-класса, такие как HBO, не показывают рекламу, и их прибыль зависит исключительно от количества подписчиков.
В октябре 2021 года американские медиакомпании сообщили о существенном снижении телевизионной аудитории, особенно — новостных передач. Эксперты считают, что тенденция оттока зрителей в интернет, начавшаяся еще несколько лет назад, заметно усилилась после ухода с поста президента США Дональда Трампа, поддерживавшего интерес массовой аудитории к телевидению, а также из-за ослабления пандемии COVID-19.

## Популярные программы
Американское телевидение является чрезвычайно успешным и вдохновляет остальной мир на съёмки шоу, подобных американским, или приобретение прав на показ продукции в своих странах. Также существует и обратная практика, когда американские производители покупают лицензии на производство зарубежных шоу (по большей части придуманных в Великобритании).
К популярным ситкомам относятся: «Я люблю Люси», «M*A*S*H», «Все в семье», «Шоу Мэри Тайлер Мур», «Шоу Косби», «Золотые девочки», «Сайнфелд», «Друзья», «Все любят Рэймонда» и «Теория Большого взрыва».
История драматических сериалов США разнообразна. В 50-х и 60-х годах наибольшую популярность имели вестерны, вроде «Дымок из ствола». Наиболее популярными медицинскими сериалами считаются «Доктор Маркус Уэлби», «Сент-Элсвер» и «Скорая помощь», а криминальными «Блюз Хилл-стрит», «Закон и порядок» и «C.S.I.: Место преступления».
Также в США имеют успех «мыльные оперы», чья история насчитывает уже шесть десятилетий. Длительное «мыло», которое находится в эфире более сорока лет, это, в первую очередь, «Главный госпиталь», «Дни нашей жизни», «Одна жизнь, чтобы жить» и «Все мои дети». Прайм-тайм мыльные оперы, ставшие известными во всем мире это «Пейтон Плейс», «Даллас», «Династия», «Беверли Хиллз 90210», «Братья и сёстры» и «Отчаянные домохозяйки».